# Odra
Odra (niem. Oderⓘ, cz. Odraⓘ, górnołuż. Wodra, łac. Viadrus, Oddera) – rzeka w Europie Środkowej, w zlewisku Morza Bałtyckiego, na terytorium Czech, Polski i Niemiec. Pod względem całkowitej długości jest drugą (po Wiśle) rzeką Polski. Biorąc pod uwagę tylko jej część w granicach Polski, jest trzecią rzeką pod względem długości (po jej dopływie – Warcie).
Rzeka ma długość 854,3 km, z czego 742 km w Polsce (dawniej Odra miała 1020 km długości, jednak w wyniku regulacji została skrócona). Powierzchnia jej dorzecza obejmuje 118 861 km², z czego 106 056 km² w Polsce.
Źródło Odry znajduje się we wschodnich Czechach, w Górach Odrzańskich w Sudetach, na wysokości 634 m n.p.m., na południowo-wschodnim zboczu Fidlovego kopca na terenie poligonu wojskowego Libavá. Rzeka uchodzi do Roztoki Odrzańskiej, będącej zatoką Zalewu Szczecińskiego, w północno-zachodniej części Polski, przy północnej granicy miasta Police.
Największymi miastami nad Odrą są: Wrocław, Szczecin, Ostrawa, Zielona Góra (od 1 stycznia 2015, po zmianie granic miasta) oraz Opole.

## Przebieg

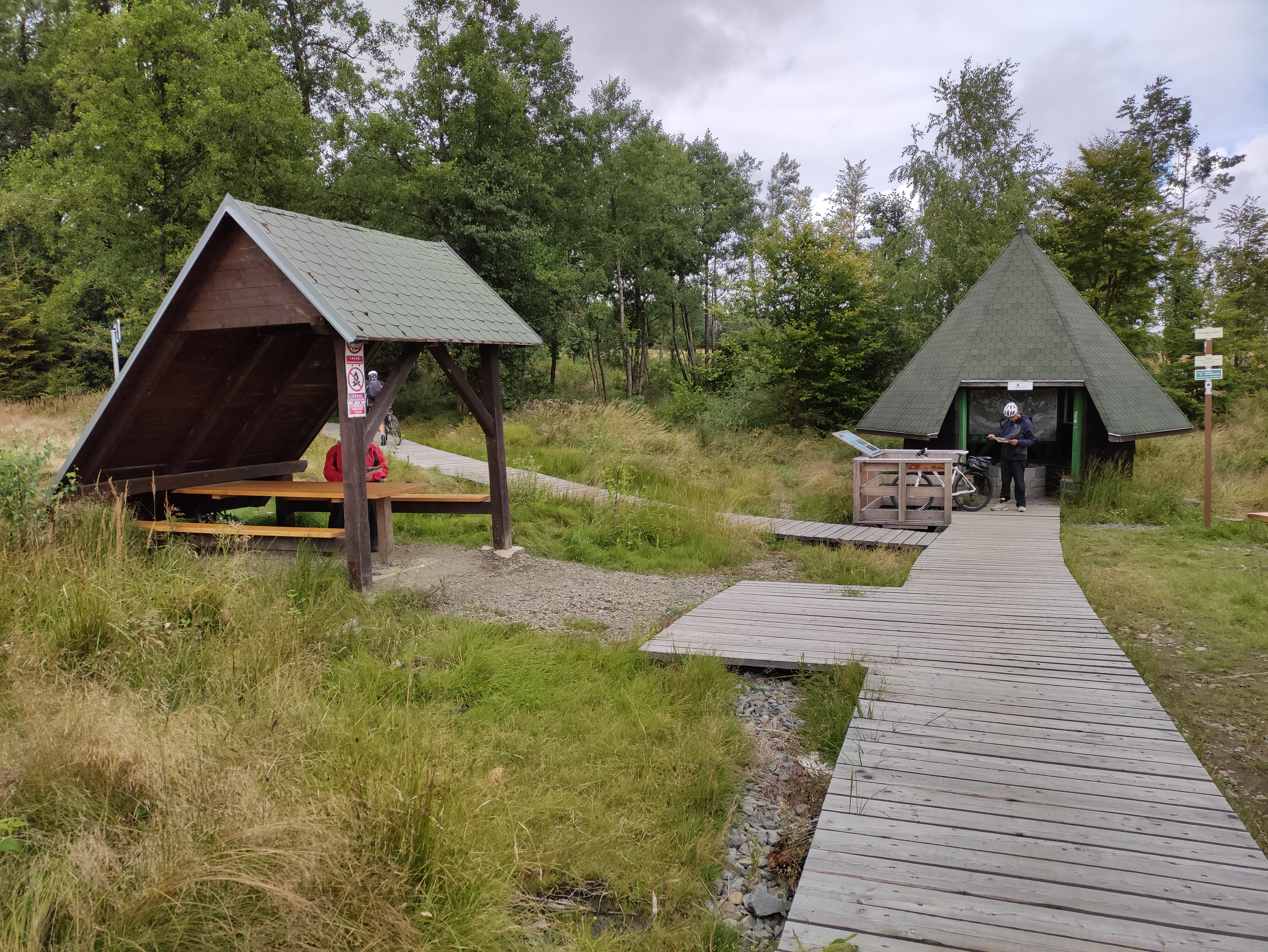
Źródło Odry

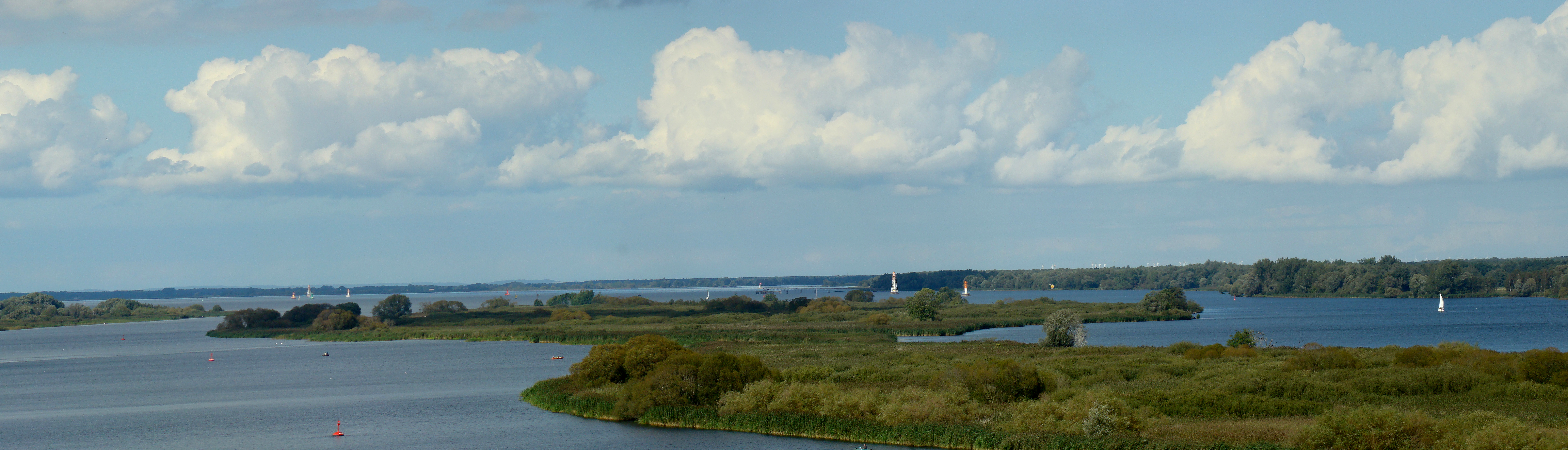
Odra w Policach i jej ujście do Roztoki Odrzańskiej (Zalew Szczeciński).

Odra ma źródło na południowo-wschodnim zboczu wzgórza Fidlův kopec w Górach Odrzańskich na wysokości 634 m n.p.m. w pobliżu miejscowości Kozlov. Płynie przez Bramę Morawską, poniżej przez Śląsk. W górnym biegu pomiędzy Boguminem a ujściem Olzy na krótkim odcinku jest rzeką graniczną między Polską a Czechami, a w dolnym – od ujścia Nysy Łużyckiej (w km 542,4) stanowi granicę między Polską i Niemcami przez 161,7 km długości swojego biegu.
Na Pomorzu Zachodnim, powyżej Gryfina we wsi Widuchowa, w 704,1 km biegu, Odra rozdziela się na dwa nurty: Odrę Wschodnią (która przechodzi w Regalicę do jeziora Dąbie) i Odrę Zachodnią. Odra Wschodnia rozdziela swe wody pomiędzy Regalicę i Skośnicę, gdzie Skośnica łączy się z Odrą Zachodnią i tworzy główny nurt Odry. Odra płynie przez centralne osiedla Szczecina i omija od zachodu jezioro Dąbie, jednakże jej wody rozdzielają się pomiędzy kanały portowe Duńczycę i Parnicę oraz rzekę Świętą. Dalej w Szczecinie – Odra łącząc się z wodami Przekopu Mieleńskiego płynie na północ przy wyspie Dębina. Następnie od lewego brzegu przy wyspie Żurawi Ostrów rozdziela się Kanał Skolwiński. Dalej odbiera część wód z jeziora Dąbie poprzez kanał Babina. Za Żurawim Ostrowem z Odrą łączy się Kanał Skolwiński oraz Iński Nurt z Dąbia. Wypływając ze Szczecina – Odra dzieli się na Wietlinę i Domiążę. Następnie przy wyspie Długi Ostrów, rzeka rozdziela się na zachodni Wąski Nurt (Kanał Policki) oraz Szeroki Nurt. Po minięciu wyspy Wielki Karw oba ramiona Odry łączą się, a następnie uchodzą do Roztoki Odrzańskiej, będącej częścią Zalewu Szczecińskiego.
Średni spadek rzeki w jej górnym biegu wynosi 7,2‰, poniżej Bramy Morawskiej spadek zmniejsza się do 0,33‰, a średni spadek na całej długości wynosi 0,74‰.
Podział biegu rzeki Odry:
- bieg górny – od źródeł po profil wodowskazowy Koźle (w Kędzierzynie-Koźlu, tuż przed ujściem Kanału Gliwickiego do Odry)
- bieg środkowy – od Kędzierzyna-Koźla po ujście Warty do Odry
- bieg dolny – od ujścia Warty do Odry po ujście do Zalewu Szczecińskiego.

## Jednolite części wód
Na potrzeby gospodarki wodnej Odra podzielona jest na następujące jednolite części wód:
1. Odra od pramene po Libavský potok (HOD_0010)
2. Odra od toku Libavský potok po tok Budišovka (HOD_0030)
3. Odra od toku Budišovka po tok Jičínka (HOD_0060)
4. Odra od toku Jičínka po tok Lubina (HOD_0120)
5. Odra od toku Lubina po tok Opava (HOD_0180)
6. Odra od toku Opava po tok Ostravice (HOD_0430)
7. Odra od Ostravice po státní hranici (HOD_0700)
8. Odra od státní hranice po tok Olše (HOD_0720) / Odra od granicy państwa w Chałupkach do Olzy (PLRW6000191139)
9. Odra od Olzy do wypływu z polderu Buków (PLRW6000011513)
10. Odra od wypływu ze zb. Polder Buków do Kanału Gliwickiego (PLRW600019117159)
11. Odra od Kanału Gliwickiego do Osobłogi (PLRW60001911759)
12. Odra od Osobłogi do Małej Panwi (PLRW60002111799)
13. Odra od Małej Panwi do granic Wrocławia (PLRW60002113337)
14. Odra w granicach Wrocławia (PLRW60002113399)
15. Odra od gr. Wrocławia do Wałów Śląskich (PLRW600021137579)
16. Odra od Wałów Śląskich do Kanału Wschodniego (PLRW6000211511)
17. Odra od Kanału Wschodniego do Czarnej Strugi (PLRW60002115379)
18. Odra od Czarnej Strugi do Nysy Łużyckiej (PLRW6000211739)
19. Odra od Nysy Łużyckiej do Warty (PLRW60002117999)
20. Odra od Warty do Odry Zachodniej (PLRW60002119199)
21. Odra od Odry Zachodniej do Parnicy (PLRW6000211971)
22. Odra od Parnicy do ujścia (PLRW6000211999)

Ponadto status jednolitej części wód mają dwa cieki o nazwie Stara Odra (PLRW6000231598 i PLRW60002313976) oraz ramiona takie jak Parnica (PLRW60001719752).

## Zagospodarowanie

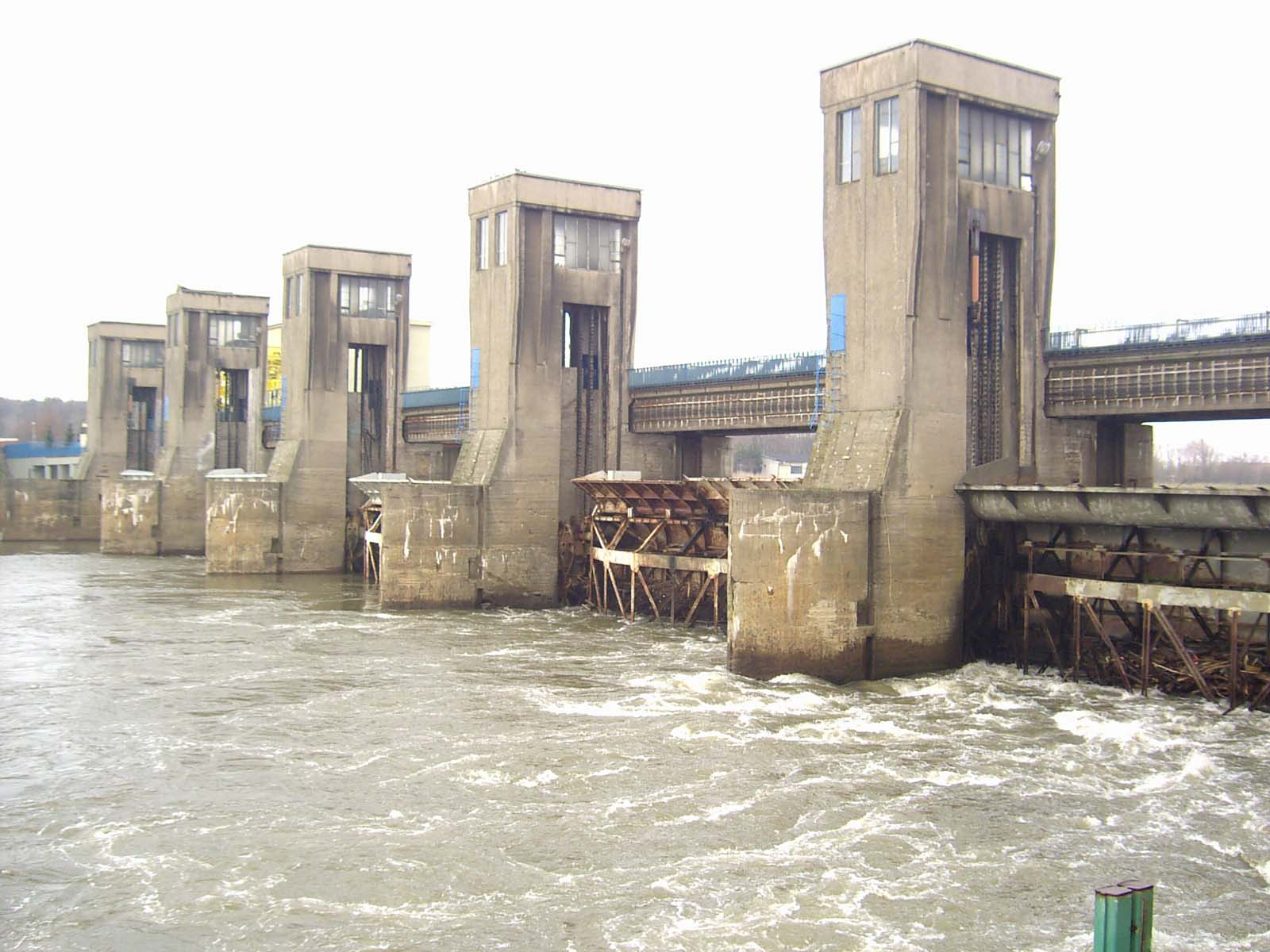
Jaz stopnia wodnego w Brzegu Dolnym

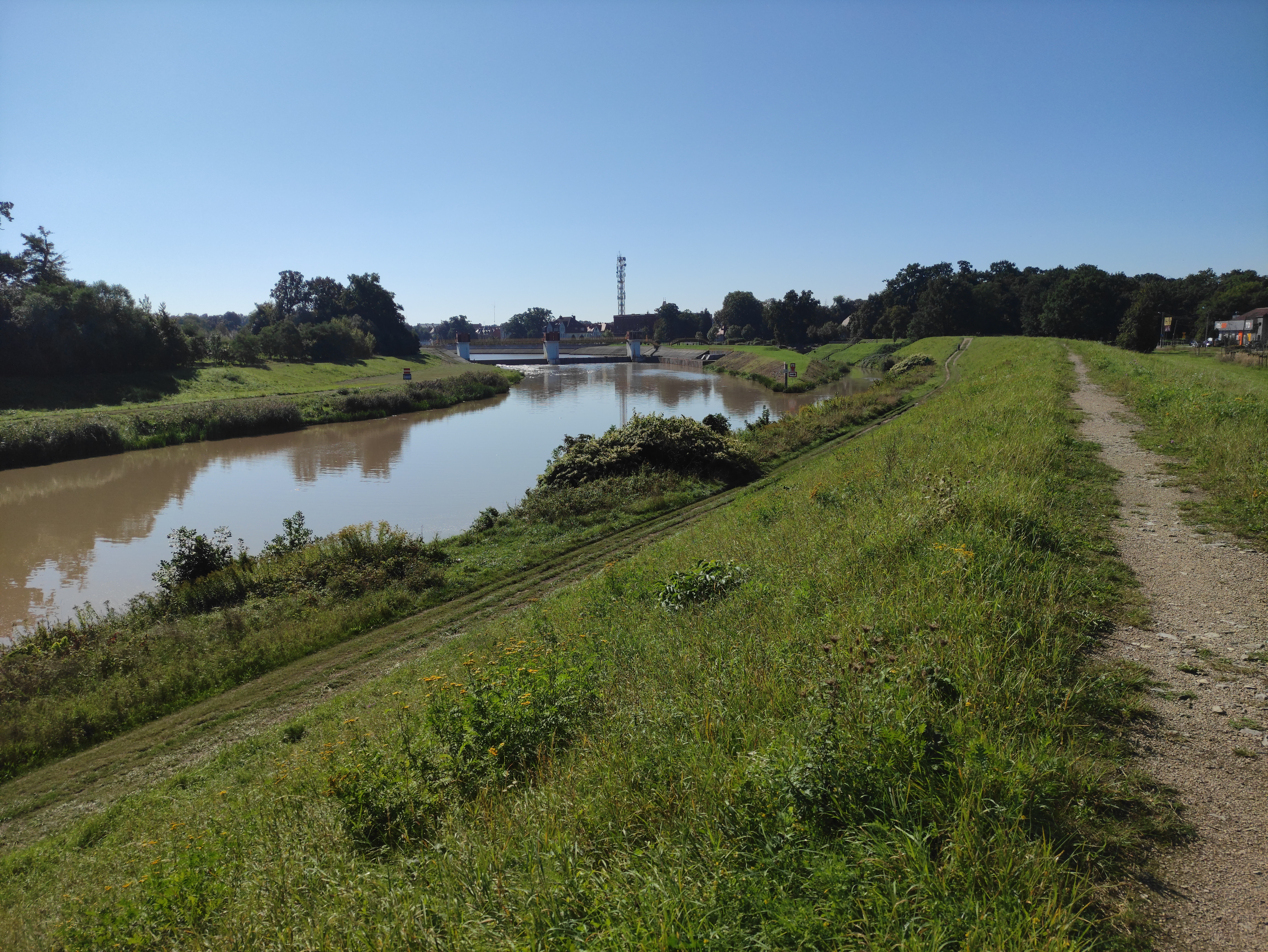
Jaz Koźle na Odrze w Kędzierzynie-Koźlu.

Wody Odry począwszy od północnego mostu Trasy Zamkowej w Szczecinie, należą do polskich morskich wód wewnętrznych. Od tego mostu Odra stanowi część portu morskiego Szczecin. Dalej na północ od Szczecina obszar wód należy do portu morskiego Police.
Dzięki uregulowaniu całego koryta Odra jest najdłuższą śródlądową drogą wodną w Polsce. Nazwana Odrzańską Drogą Wodną była żeglowna od ujścia Opawy. Po powodziach z 1997 r. (tzw. powódź tysiąclecia) oraz z 2010 r. jest żeglowna od śluzy Koźle. Długość odcinka żeglownego zmniejszyła się z 761 km do 646 km. Skanalizowana od Kędzierzyna-Koźla do Brzegu Dolnego, była wykorzystywana przez kraje środkowoeuropejskie niemające dostępu do morza.
Kanalizacja Odry odbyła się w dwóch etapach. Pierwszy zrealizowano w latach 1888–1897, skanalizowano wówczas odcinek od Koźla do ujścia Nysy Kłodzkiej, wybudowano 12 stopni wodnych ze śluzami komorowymi. Projekt został wykonany dzięki zabiegom posłów polskich, pochodzenia niemieckiego - Pawła Letochy i mjr. Juliusza Szmuli, którzy sprawę zagospodarowania Odry propagowali na forum parlamentu niemieckiego i sejmu pruskiego i wyjednali odpowiednie fundusze od władz niemieckich. W uznaniu zasług poseł Szmula został uhonorowany nagrodą Opolskiej Izby Gospodarczej. Szybko jednak okazało się, że jest to niewystarczająca liczba i w latach 1907–1922 w ramach drugiego etapu powstało 10 kolejnych stopni.
Kiedyś Odra była dobrze wykorzystywana – w latach 70. XX w. przewożono rzeką nawet 14 mln ton ładunków rocznie. Od 2012 r., kiedy barki przewiozły ostatnie 0,7 mln ton węgla z Gliwic do Wrocławia, regularnego transportu wodnego nie ma już wcale. Powodem takiego stanu rzeczy są problemy odpowiedzialnego za drogę wodną Regionalnego Zarządu Gospodarki Wodnej we Wrocławiu, który ma ograniczone środki finansowe na utrzymanie infrastruktury hydrotechnicznej i zapewnienie minimalnej głębokości do żeglugi. Obecnie Odrą transportuje się głównie okazjonalne ładunki ponadgabarytowe, takie jak stalowe konstrukcje, kadłuby statków czy generatory, i jednostki budowane w nadodrzańskich stoczniach.
Raport NIK z 2014 r. podkreśla pogarszające się warunki żeglugi na Odrze. W latach 2011–2012 minimalną na szlaku głębokość, czyli 180 cm, udało się utrzymać krócej niż przez łącznie trzy miesiące w roku, choć powinna być zagwarantowana przez 240 dni. Z kolei na Odrze swobodnie płynącej (poniżej Brzegu Dolnego) zniszczona jest co najmniej jedna trzecia zabudowy regulacyjnej (głównie ostrogi, czyli niewielkie tamy poprzeczne, które utrzymują nurt w korycie), co jest powodem wypłyceń.
Zgodnie z Rozporządzeniem Rady Ministrów z 2002 r. ws. klasyfikacji śródlądowych dróg wodnych, Odra ma następujące klasy żeglugowe:
- kl. Ia – od miejscowości Racibórz do śluzy w miejscowości Kędzierzyn-Koźle,
- kl. III – od śluzy w miejscowości Kędzierzyn-Koźle do śluzy w miejscowości Brzeg Dolny,
- kl. II – szlak boczny rzeki Odry od śluzy Opatowice do śluzy Miejskiej we Wrocławiu
- kl. II – od śluzy w miejscowości Brzeg Dolny do ujścia rzeki Warty,
- kl. III – od ujścia rzeki Warty do miejscowości Ognica (do kanału Schwedt),
- kl. Vb – od miejscowości Ognica do Przekopu Klucz-Ustowo i dalej jako rzeka Regalica do ujścia do jeziora Dąbie
- kl. Vb – Odra Zachodnia od jazu w miejscowości Widuchowa do granicy z morskimi wodami wewnętrznymi wraz z bocznymi odgałęzieniami.

W praktyce jednak trudno jest utrzymać normy związane z powyższymi klasami wskutek niedoinwestowania infrastruktury rzecznej.
W dorzeczu Odry znajduje się 7 elektrowni wodnych (największa w Brzegu Dolnym o mocy 9,7 MW). Na górnej Odrze na granicy powiatów wodzisławskiego i raciborskiego istnieje zbiornik przeciwpowodziowy Polder Buków.
Na Odrze funkcjonuje kilka przepraw promowych, w tym na obszarze województwa lubuskiego w Milsku, Pomorsku, Brodach i Połęcku. W Bytomiu Odrzańskim działa przeprawa łodzią. We Wrocławiu odbywają się turystyczne rejsy po Odrze statkami białej floty, w mieście znajduje się także marina oraz przystań kajakowo-gondolowa.

## Powodzie

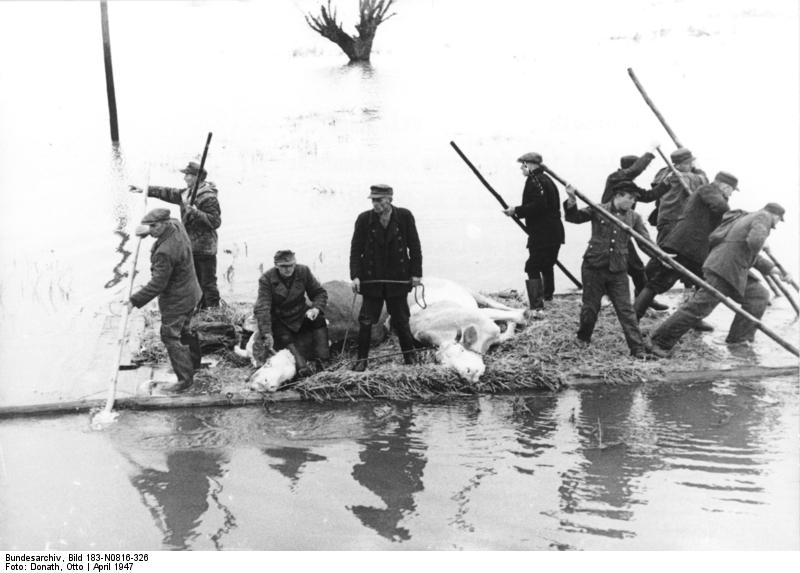
Powódź na Odrze w kwietniu 1947 r.

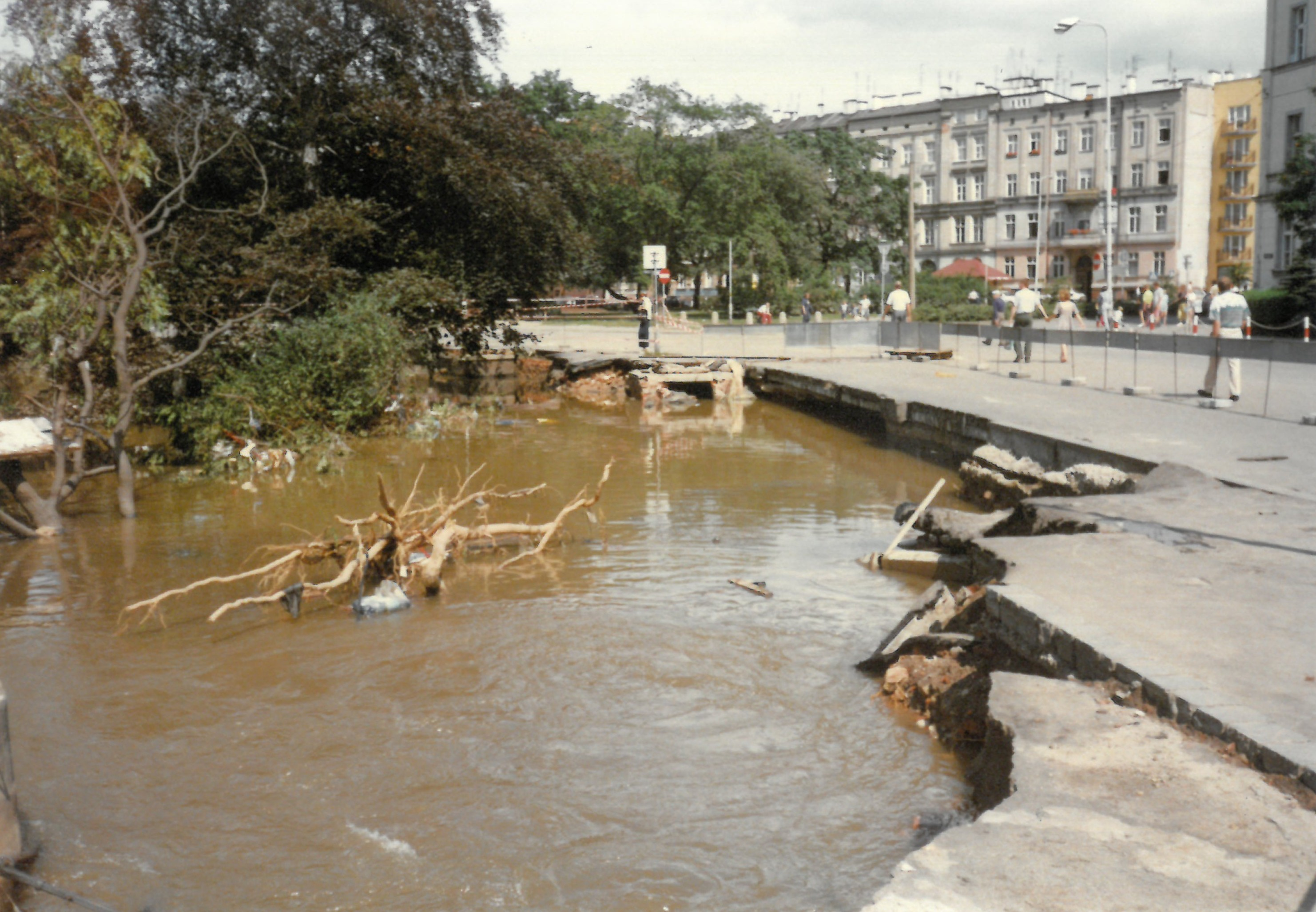
Szkody we Wrocławiu po powodzi w lipcu 1997 r.

Mimo, że Odra należy do rzek ubogich w wodę, dość regularnie zalewa tereny wzdłuż swojego biegu. Najgroźniejszą i największą powódź – nazwaną „powodzią tysiąclecia” – zanotowano w lipcu 1997 r. Dotknięte nią zostały Wrocław, Opole, Kędzierzyn-Koźle, Racibórz i inne nadodrzańskie miejscowości. Obserwacje przy ujściu Małej Panwi w Opolu wskazały 10 i 11 lipca 1997 poziom wód Odry wynoszący 733 cm i przepływ 3500 m³/s, podczas gdy średni wieloletni przepływ w tym miejscu wynosi czterdzieści dwa razy mniej (82,5 m³/s), a przeciętny poziom wód o ponad 5 metrów mniej (213 cm). Do 1997 r. zaobserwowano maksimum wynoszące 644 cm (28 sierpnia 1813), a minimum (44 cm) – 1 lutego 1956.
Poprzednia wielka powódź, nieco mniej poważna w skutkach, dotknęła Wrocław w 1903 r., zalewając między innymi ulice koło dworca kolejowego Wrocław Główny; po niej zdecydowano się zbudować w tym mieście system obwałowań, kanałów i śluz przeciwpowodziowych, które skuteczne były przez następne 90 lat, ale w 1997 r. okazały się niewystarczające.
Podczas powodzi w maju 2010 r. obfite opady deszczu od nocy z 15 na 16 maja 2010 na terenie województwa śląskiego oraz Czech spowodowały gwałtowny przybór wód. Odra i jej dopływ, Olza, zasilane przez wody z Czech, gwałtownie wezbrały 16 i 17 maja 2010. Następnie fala powodziowa przesuwała się wraz z biegiem rzeki na północ. W 2024 r. doszło do powodzi w Europie Środkowej. Powódź spowodowana była niżem genueńskim, który doprowadził do kilkudniowych nieprzerwanych i obfitych opadów deszczu, przez które doszło do gwałtownego wzrostu poziomu wody na rzekach wpadających do Odry, jednak dzięki działaniu polderu zalewowego Racibórz Dolny, poziom wody w Odrze udało się ograniczyć, nie dopuszczając do połączenia się fali z dorzecza Odry w Polsce z falą płynącą z Czech, tym samym unikając powtórki z 1997 r. Obserwacje poziomu wody w Opolu wykazały, że Odra osiągnęła 659 cm.

## Dorzecze Odry
| Śr. przepływ [m³/s] | Przekrój hydrometryczny | Okres pomiarowy |
| ------------------- | ----------------------- | --------------- |
| 478                 | dopływ do Zalewu        | 1951–1960       |
| 411                 | Widuchowa               | 1951–1960       |
| 464                 | Domiąża                 | 1951–1960       |
| 620                 | dopływ do Zalewu        | 1961–1970       |
| 528                 | Gozdowice               | 1902–1971       |
| 551                 | Gozdowice               | 1961–1970       |
| 545                 | Gozdowice               | 1948–1984       |
| 536                 | b.d.                    | b.d.            |
| 574                 | b.d.                    | b.d.            |

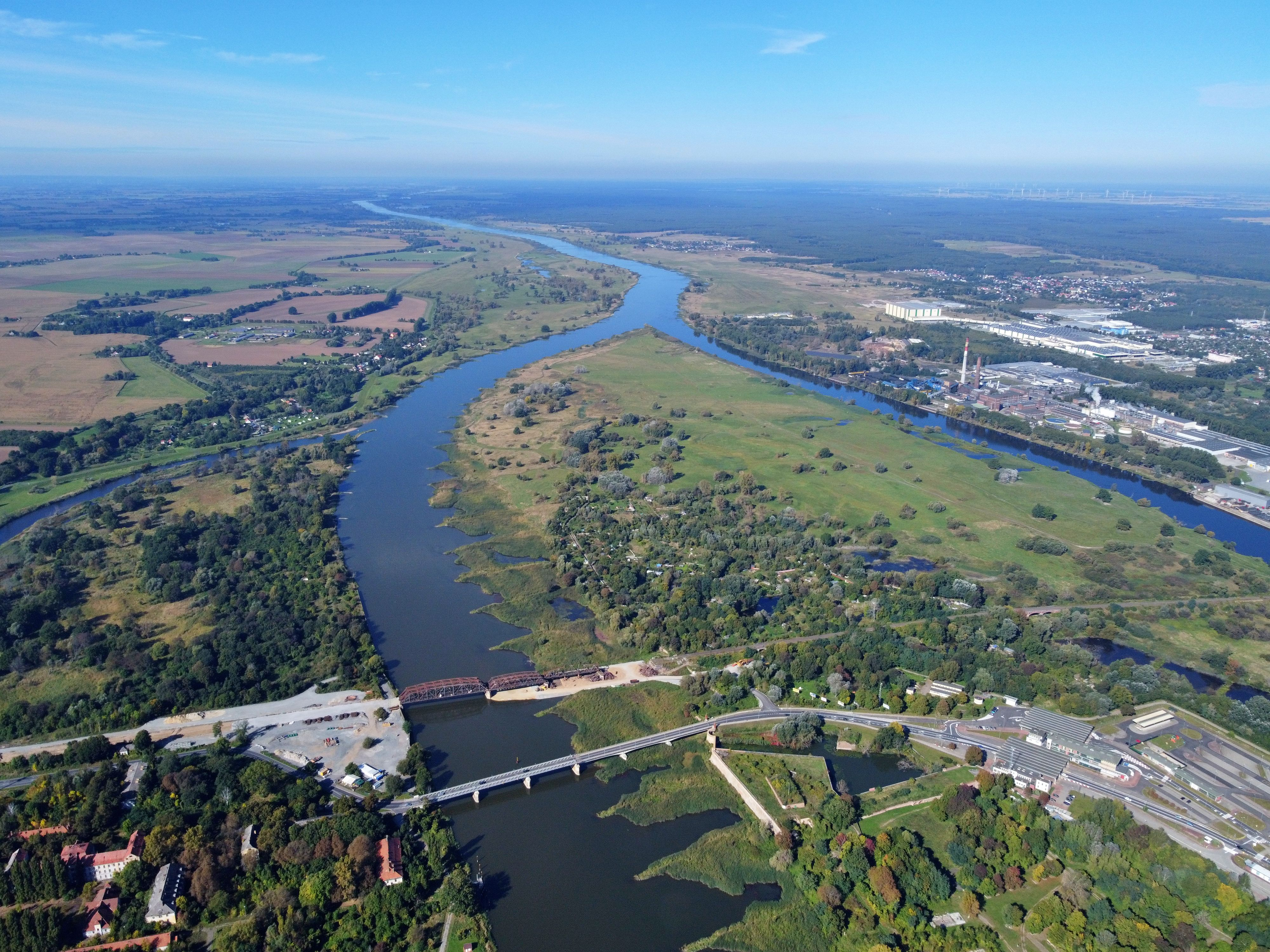
Ujście Warty do Odry

Powierzchnia dorzecza Odry obejmuje obszar 118 861 km² z tego 106 056 km² w Polsce, co stanowi 32,9% powierzchni kraju. Dorzecze wykazuje asymetrię na korzyść dopływów prawobrzeżnych. Jego najwyższym punktem jest wierzchołek Śnieżki (1602 m n.p.m.).
Największymi lewobrzeżnymi dopływami są rzeki wypływające w Sudetach, m.in. Opawa, Nysa Kłodzka, Bystrzyca, Kaczawa, Bóbr i Nysa Łużycka; wśród dopływów prawobrzeżnych wyróżnia się najzasobniejszy w wodę i najdłuższy dopływ Odry – Warta, poza tym m.in. Mała Panew, Barycz i Ina.
Kanały śródlądowe łączące się z Odrą:
- Kanał Gliwicki (prawy, 98 km rzeki, Kędzierzyn-Koźle)
- Kanał Odra-Sprewa (lewy, 553 km rzeki, Eisenhüttenstadt)
- Kanał Finow (lewy, 667 km rzeki, Hohensaaten)
- Kanał Odra-Hawela (lewy, 667 km rzeki, Hohensaaten)
- Kanał Hohensaaten-Friedrichsthal (niem. Hohensaaten-Friedrichsthaler Wasserstraße, HoFriWa) (lewy, Odra Zachodnia, Hohensaaten)

Poprzez Wartę, jej dopływ Noteć i Kanał Bydgoski Odra posiada połączenie także z Wisłą.

## Jakość wód

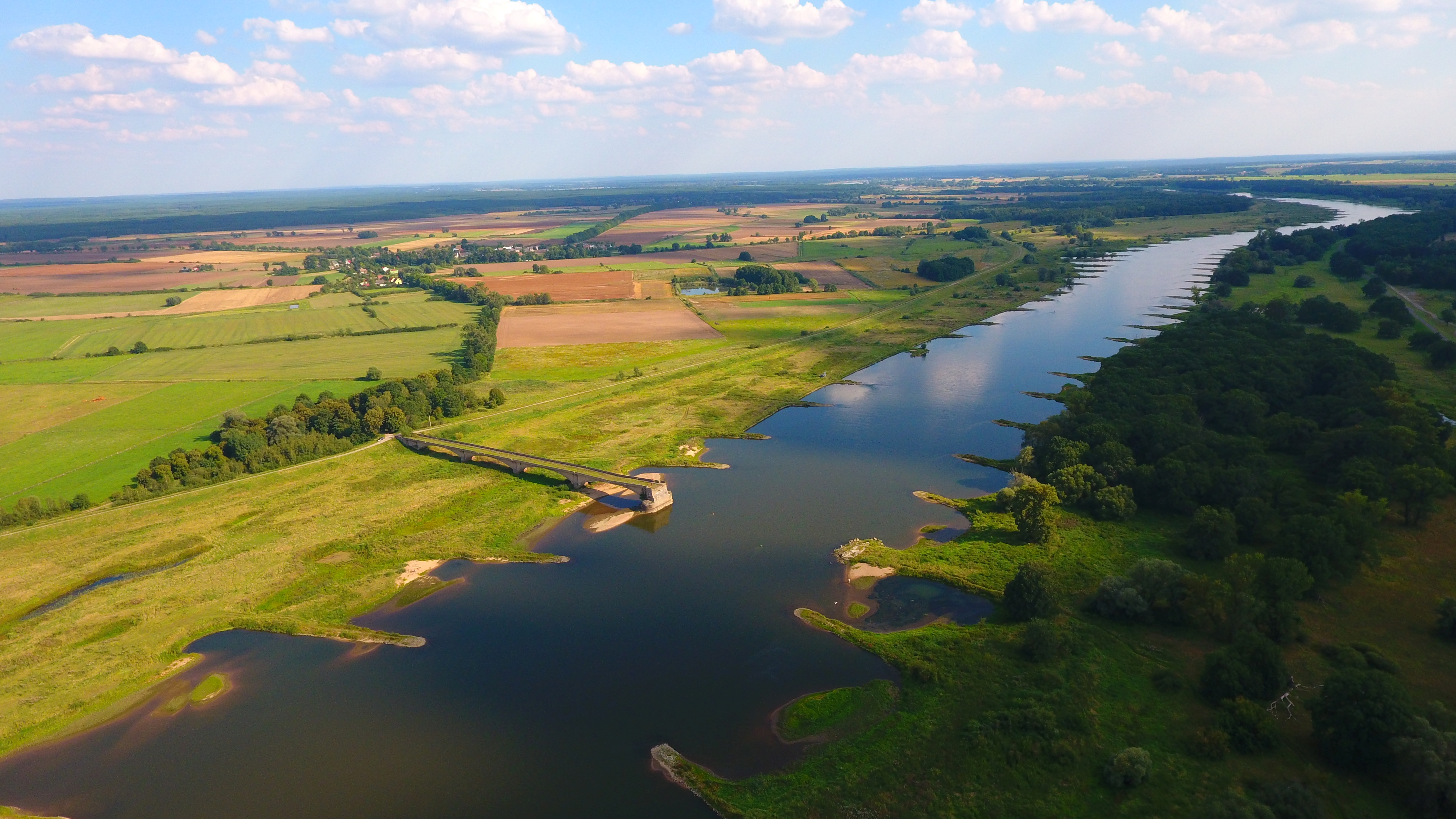
Zniszczony most biegnący przez Odrę pomiędzy Kłopotem i Eisenhüttenstadt.

Według danych Inspekcji Ochrony Środowiska w ciągu 2012 roku poprzez Odrę do Morza Bałtyckiego trafiła duża ilość metali ciężkich, tj.: 19,1 ton cynku, 56,1 ton miedzi, 7,5 tony ołowiu, 0,4 tony kadmu, 26,5 ton niklu oraz ok. 200 kg rtęci.
W wyniku badań z 2007 wody Odry od granicy województwa lubuskiego do ujścia Nysy Łużyckiej oceniono na V klasy czystości, a na odcinku granicy polsko-niemieckiej na IV klasy jakości. We wszystkich punktach monitoringu województwa lubuskiego stwierdzono eutrofizację i nadmierną zawartość chlorofilu „a”. Na odcinku do ujścia Nysy Łużyckiej, wody Odry cechowały się nadmiernym zasoleniem i złą jakością pod względem bakteriologicznym, a niezadowalającą jakością na odcinku granicznym.
Badania wykonane w 2007 roku w woj. zachodniopomorskim poniżej ujścia Słubi i powyżej ujścia Rurzycy wykazały, że Odra na tych punktach ma wody III klasy czystości. Dalsze badania przy wodowskazie Widuchowa wykazały wody IV klasy czystości. Kolejnego badania dokonano w miejscowości Mescherin nad Odrą Zachodnią, gdzie oceniono wody na III klasy czystości. Podczas badań jakości wód w punktach monitoringu stwierdzono przekroczenie wskaźników eutrofizacji, prócz badań ujścia rzeki do Roztoki Odrzańskiej, gdzie jednak wody oceniono na IV klasy czystości.

W lipcu 2022 roku doszło do skażenia wód rzeki, a w wyniku tego doszło do masowego śnięcia ryb. 

## Urbanizacja

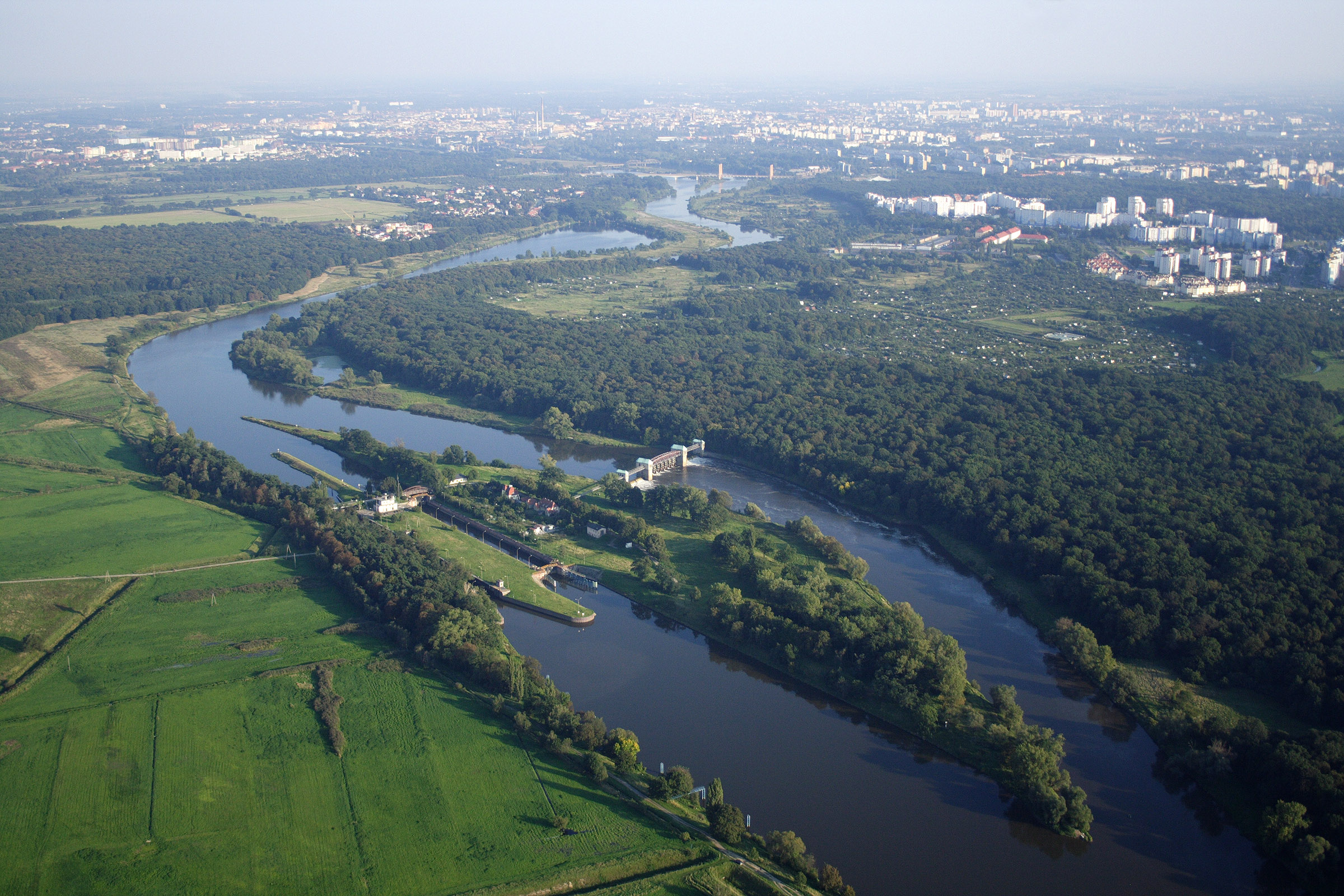
Odra z Wyspą Rędzińską. przed wybudowaniem Mostu Rędzińskiego we Wrocławiu.

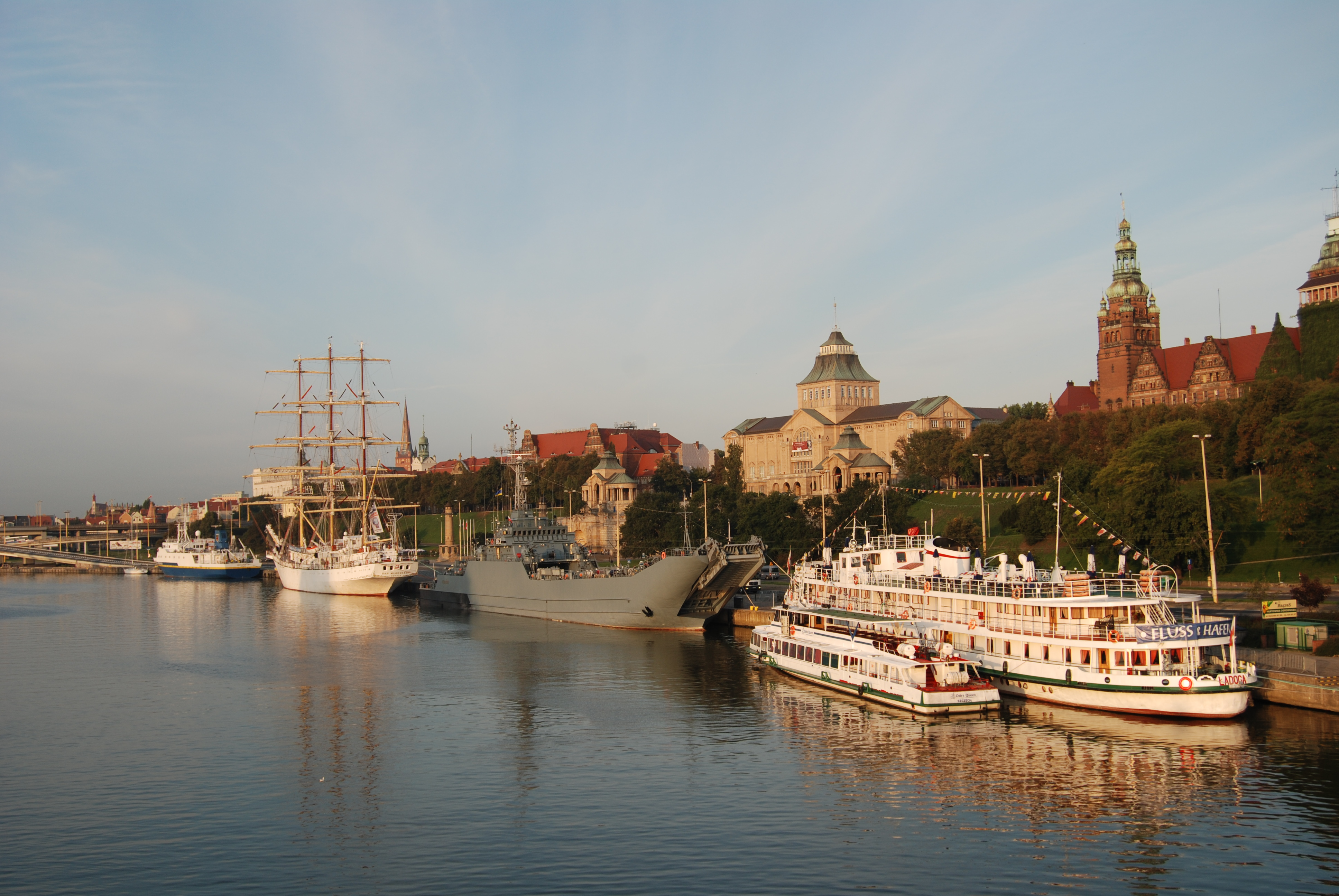
Wały Chrobrego w Szczecinie i nabrzeże Kapitańskie portu Szczecin

| Miasto             | Państwo |
| ------------------ | ------- |
| Odry               | Czechy  |
| Ostrawa            | Czechy  |
| Bogumin            | Czechy  |
| Racibórz           | Polska  |
| Kędzierzyn-Koźle   | Polska  |
| Zdzieszowice       | Polska  |
| Krapkowice         | Polska  |
| Opole              | Polska  |
| Brzeg              | Polska  |
| Oława              | Polska  |
| Jelcz-Laskowice    | Polska  |
| Wrocław            | Polska  |
| Brzeg Dolny        | Polska  |
| Ścinawa            | Polska  |
| Głogów             | Polska  |
| Bytom Odrzański    | Polska  |
| Nowa Sól           | Polska  |
| Zielona Góra       | Polska  |
| Krosno Odrzańskie  | Polska  |
| Eisenhüttenstadt   | Niemcy  |
| Słubice            | Polska  |
| Frankfurt nad Odrą | Niemcy  |
| Lubusz             | Niemcy  |
| Kostrzyn nad Odrą  | Polska  |
| Schwedt/Oder       | Niemcy  |
| Gartz (Oder)       | Niemcy  |
| Gryfino            | Polska  |
| Szczecin           | Polska  |
| Police             | Polska  |

## Ochrona przyrody
Obszar wód Odry i tereny nadrzeczne są chronione prawnie w kilku obszarach. W początkowym biegu na terenie Czech objęty jest ochroną w postaci Obszaru Chronionego Krajobrazu Poodří. Na odcinku granicznym między byłym przejściem granicznym Chałupki-Bogumin na południu do ujścia Olzy, znajduje się obszar Granicznych Meandrów Odry, który po polskiej stronie stanowi obszar chronionego krajobrazu i Obszar Natura 2000, a po czeskiej pomnik przyrody.
W górnym biegu Odry na terenie powiatu wodzisławskiego znajduje się Zespół Przyrodniczo-krajobrazowy Wielikąt, wpisany w program Natura 2000. Rzeka stanowi zachodnią granicę obszaru krajobrazowego Wielikąt.
Od ujścia Kanału Ulgi za Raciborzem do ujścia Pogonicy koło przysiółka Księża Łąka – Odra jest zachodnią granicą Parku Krajobrazowego Cysterskie Kompozycje Krajobrazowe Rud Wielkich.
Po wpłynięciu na teren województwa opolskiego rzeka mija kilka obszarów chroniących przede wszystkim nadrzeczne lasy. Pomiędzy Kędzierzynem-Koźlem a Opolem, rzeka stanowi północną granicę dwóch obszarów Natura 2000: Zdzieszowickie Łęgi i Żywocickie Grądy. Zdzieszowickie Łęgi to również obszar chronionego krajobrazu.
Od przysiółka Ostrów Narocki za Opolem do miasta Brzeg rzeka płynie na terenie Stobrawskiego Parku Krajobrazowego. Nieco wcześniej, na wysokości miejscowości Dobrzeń Mały, rozpoczyna się ptasi Obszar Natura 2000 „Grądy Odrzańskie”, obejmujący około 70 km doliny rzeki i kończący się pod Wrocławiem w województwie dolnośląskim.
Odcinek od ujścia Obrzycy do ujścia Pliszki objęty jest ptasim Obszarem Natura 2000 "Dolina Środkowej Odry", obejmującym szeroką na 5-10 km dolinę Odry na długości ponad 100 km.
Od okolic wsi Czarnowo i dalej wzdłuż granicy polsko-niemieckiej do okolic wsi Kłopot po polskiej stronie, Odra płynie w Krzesińskim Parku Krajobrazowym.
Odcinek od okolic wsi Pamięcin do obszaru wyżej ujścia Myśli, dolina rzeki po polskiej stronie znajduje się Parku Krajobrazowym Ujście Warty.
Od wsi Czelin do obszaru powyżej Krajnik Dolny po polskiej stronie Cedyński Park Krajobrazowy.
Obszar Międzyodrza po rozwidleniu na Odrę Zachodnią i Wschodnią do Skośnicy obejmuje Park Krajobrazowy Dolina Dolnej Odry, który razem z niemieckim Nationalpark Unteres Odertal tworzy Międzynarodowy Park Dolina Dolnej Odry.
Przy ujściu rzeki został utworzony obszar sieci Natura 2000 – Ujście Odry i Zalew Szczeciński (rezerwat Czarnocin).

## Hydronimia

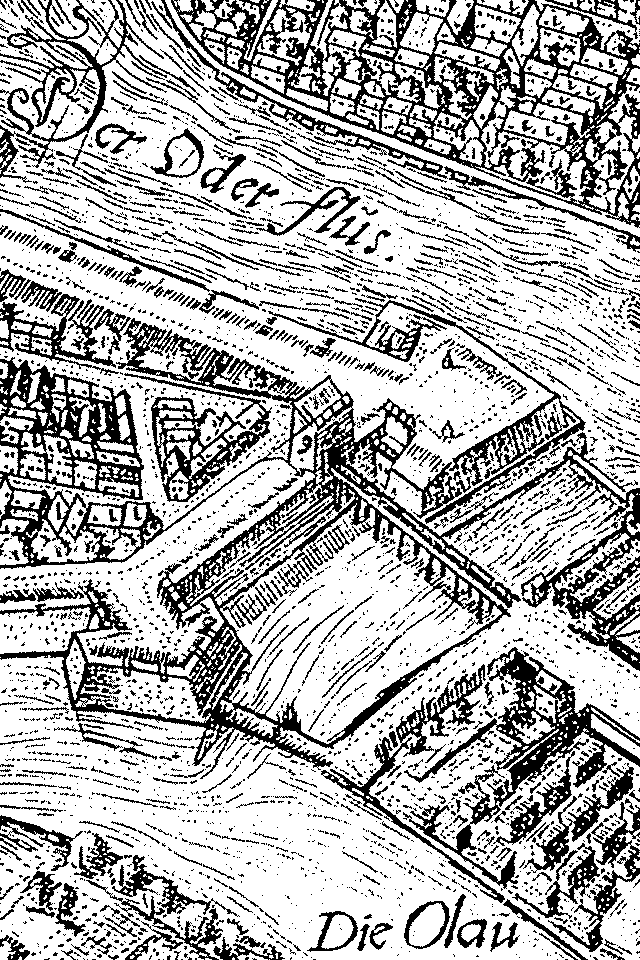
Fragment planu Wrocławia z 1591 roku, autorstwa Georgiusa Hayera.

Nazwa rzeki nie została poświadczona w starożytnych źródłach, większość autorów nie wspomina o wielkiej rzece pomiędzy Łabą a Wisłą. Ptolemeusz natomiast wymienił w tym miejscu dwie rzeki: Suebos i Oviadoua, które zostały najprawdopodobniej zmyślone. Najwcześniejszą nazwę można zrekonstruować jako *Odra (inne nazwy pochodzą od niej, np. Viadrus to forma pochodząca dopiero z XVI wieku). Etymologii nazwy Odra nie można wytłumaczyć przekonująco na podstawie żadnego znanego języka historycznego, choć podejmowano liczne próby i uznawano ten hydronim za celtycki, germański, słowiański, iliryjski czy wenetyjski.
Jan Miodek uważa, że nazwa pochodzi od praindoeuropejskiego uodr, inny pogląd ma Z. Babik.
W Dolnej Saksonii płynie także druga rzeka o niemieckiej nazwie Oder. W Czechach podobną nazwę posiada rzeka Odrava.
Nazwę rzeki przyjęło kilka klubów sportowych m.in. Odra Wodzisław Śląski, Odra Opole, PKS Odra Wrocław. Od łacińskiej nazwy rzeki wziął nazwę Euroregion „Pro Europa Viadrina” utworzony 21 grudnia 1993 oraz nazwa polsko-niemieckiego Uniwersytetu Europejskiego Viadrina we Frankfurcie nad Odrą.